# Rifugio Similaun
Il rifugio Similaun (Similaunhütte in tedesco) è un rifugio situato nel comune di Senales (BZ).

## Storia
Serafin Gurschler fu colui che costruì il rifugio originale nel 1899. Tuttavia, fin dall'inizio, avendo esso soltanto dieci posti letto, divenne ben presto piccolo; nel 1906 ne fu eseguita una prima estensione. Nel 1912, cambiò il proprietario, e dopo la prima guerra mondiale fu espropriato per breve tempo, ma in seguito venne nuovamente gestito da privati.
Nel periodo tra le due guerre vennero eseguiti dei miglioramenti minori e fu installato un primo impianto di riscaldamento. Durante la seconda guerra mondiale il rifugio è stato nuovamente chiuso.
Nel 1956 fu costruita una teleferica per far pervenire il materiale necessario al rifugio. La Guardia di Finanza eresse nei pressi del rifugio una caserma (oramai abbandonata). Dal 1964 al 1969 il rifugio è stato ancora destinato a fini militari, mentre dal 1970 è ritornato ai privati.

## Ascensioni
- Similaun, 3607 m
- Punta di Finale, 3.514 m